# Primera División 1981-1982 (Spagna)
La Primera División 1981-1982 è stata la 51ª edizione della massima serie del campionato spagnolo di calcio, disputato tra il 19 settembre 1981 e il 25 aprile 1982 e concluso con la vittoria della Real Sociedad, al suo secondo titolo.
Capocannoniere del torneo è stato Quini (Barcellona) con 26 reti.

## Stagione

### Novità
Quest'anno, sulla base del ranking UEFA 1981, la Spagna guadagnò un posto in più in Coppa UEFA.

## Classifica finale
|       | Pos. | Squadra          | Pt | G  | V  | N | P  | GF | GS | DR  |
| ----- | ---- | ---------------- | -- | -- | -- | - | -- | -- | -- | --- |
|       | 1.   | Real Sociedad    | 47 | 34 | 20 | 7 | 7  | 58 | 33 | +25 |
| [ 2 ] | 2.   | Barcellona       | 45 | 34 | 19 | 7 | 8  | 75 | 40 | +35 |
| [ 3 ] | 3.   | Real Madrid      | 44 | 34 | 18 | 8 | 8  | 57 | 34 | +23 |
|       | 4.   | Athletic Bilbao  | 40 | 34 | 18 | 4 | 12 | 63 | 41 | +22 |
|       | 5.   | Valencia         | 39 | 34 | 17 | 5 | 12 | 54 | 46 | +8  |
|       | 6.   | Real Betis       | 36 | 34 | 15 | 6 | 13 | 53 | 44 | +9  |
|       | 7.   | Siviglia         | 35 | 34 | 15 | 5 | 14 | 52 | 39 | +13 |
|       | 8.   | Atlético Madrid  | 34 | 34 | 15 | 4 | 15 | 38 | 37 | +1  |
|       | 9.   | Real Valladolid  | 34 | 34 | 13 | 8 | 13 | 40 | 53 | -13 |
|       | 10.  | Osasuna          | 34 | 34 | 14 | 6 | 14 | 45 | 45 | 0   |
|       | 11.  | Real Saragozza   | 34 | 34 | 13 | 8 | 13 | 45 | 56 | -11 |
|       | 12.  | Racing Santander | 32 | 34 | 12 | 8 | 14 | 41 | 52 | -11 |
|       | 13.  | Español          | 32 | 34 | 13 | 6 | 15 | 48 | 55 | -7  |
|       | 14.  | Sporting Gijón   | 29 | 34 | 10 | 9 | 15 | 38 | 44 | -6  |
|       | 15.  | Las Palmas       | 29 | 34 | 11 | 7 | 16 | 41 | 53 | -12 |
|       | 16.  | Cadice           | 29 | 34 | 13 | 3 | 18 | 31 | 47 | -16 |
|       | 17.  | Hércules         | 27 | 34 | 11 | 5 | 18 | 41 | 52 | -11 |
|       | 18.  | Castellón        | 12 | 34 | 3  | 6 | 25 | 33 | 82 | -49 |

Legenda:
      Campione di Spagna ed ammessa alla Coppa dei Campioni 1982-1983.
      Qualificata alla Coppa UEFA 1982-1983.
      Qualificata alla Coppa delle Coppe 1982-1983.
      Retrocesse in Segunda División 1982-1983.
Regolamento:
Due punti a vittoria, uno a pareggio, zero a sconfitta.
In caso di arrivo di due o più squadre a pari punti, la graduatoria verrà stilata secondo la classifica avulsa tra le squadre interessate che prevede, in ordine, i seguenti criteri:
- Punti negli scontri diretti.
- Differenza reti negli scontri diretti.
- Differenza reti generale.
- Reti realizzate in generale.

### Squadra campione
| Formazione tipo | Giocatori (presenze)         |
| --- | ---------------------------- |
| Arconada Kortabarría Górriz Olaizola Celayeta Alonso Diego Zamora López Ufarte Uralde Satrústegui                                                                                | Luis Arconada (34)           |
| Arconada Kortabarría Górriz Olaizola Celayeta Alonso Diego Zamora López Ufarte Uralde Satrústegui                                                                                | Alberto Górriz (34)          |
| Arconada Kortabarría Górriz Olaizola Celayeta Alonso Diego Zamora López Ufarte Uralde Satrústegui                                                                                | Ignacio Kortabarría (31)     |
| Arconada Kortabarría Górriz Olaizola Celayeta Alonso Diego Zamora López Ufarte Uralde Satrústegui                                                                                | Genaro Celayeta (28)         |
| Arconada Kortabarría Górriz Olaizola Celayeta Alonso Diego Zamora López Ufarte Uralde Satrústegui                                                                                | Julio Antonio Olaizola (25)  |
| Arconada Kortabarría Górriz Olaizola Celayeta Alonso Diego Zamora López Ufarte Uralde Satrústegui                                                                                | Perico Alonso (31)           |
| Arconada Kortabarría Górriz Olaizola Celayeta Alonso Diego Zamora López Ufarte Uralde Satrústegui                                                                                | Diego (31)                   |
| Arconada Kortabarría Górriz Olaizola Celayeta Alonso Diego Zamora López Ufarte Uralde Satrústegui                                                                                | Jesús María Zamora (31)      |
| Arconada Kortabarría Górriz Olaizola Celayeta Alonso Diego Zamora López Ufarte Uralde Satrústegui                                                                                | Jesús María Satrústegui (33) |
| Arconada Kortabarría Górriz Olaizola Celayeta Alonso Diego Zamora López Ufarte Uralde Satrústegui                                                                                | Roberto López Ufarte (32)    |
| Arconada Kortabarría Górriz Olaizola Celayeta Alonso Diego Zamora López Ufarte Uralde Satrústegui                                                                                | Pedro Uralde (28)            |
| Altri giocatori: Juan Antonio Larrañaga (34), Eliseo Murillo (31), Salvador Iriarte (8), Javier Zubillaga (8), Tomás Orbegozo (6), José Mari Bakero (2), José Ramón Eizmendi (1) |                              |

## Risultati

### Tabellone
|                  | Ath  | Atm  | Bar  | Bet  | Cad  | Cas  | Esp  | Her  | Lpa  | Osa  | Rac  | Rma  | RSa  | RSo  | RVa  | Siv  | Spg  | Val  |
| ---------------- | ---- | ---- | ---- | ---- | ---- | ---- | ---- | ---- | ---- | ---- | ---- | ---- | ---- | ---- | ---- | ---- | ---- | ---- |
| Athletic Bilbao  | –––– | 2-0  | 1-1  | 5-1  | 3-0  | 2-1  | 3-1  | 3-1  | 3-1  | 5-1  | 4-1  | 1-2  | 4-1  | 1-1  | 4-0  | 2-0  | 2-1  | 1-0  |
| Atlético Madrid  | 2-0  | –––– | 0-1  | 1-0  | 1-0  | 3-0  | 1-0  | 1-0  | 3-1  | 2-1  | 0-0  | 2-3  | 1-0  | 2-0  | 2-0  | 1-2  | 1-1  | 2-1  |
| Barcellona       | 2-2  | 2-0  | –––– | 2-2  | 4-0  | 4-3  | 1-3  | 5-0  | 4-0  | 2-0  | 5-1  | 3-1  | 2-1  | 2-0  | 3-1  | 2-0  | 1-0  | 5-1  |
| Betis            | 2-1  | 3-1  | 2-0  | –––– | 2-0  | 3-1  | 2-0  | 1-2  | 4-1  | 2-0  | 1-1  | 0-0  | 2-0  | 0-1  | 4-0  | 2-0  | 2-0  | 2-3  |
| Cadice           | 3-0  | 1-0  | 1-0  | 0-2  | –––– | 5-1  | 0-0  | 3-2  | 0-2  | 1-0  | 1-0  | 1-0  | 1-0  | 2-1  | 0-0  | 2-0  | 3-1  | 0-0  |
| Castellón        | 1-2  | 3-0  | 1-6  | 0-0  | 0-1  | –––– | 1-4  | 1-2  | 1-1  | 1-1  | 0-0  | 1-2  | 2-1  | 1-3  | 1-1  | 0-3  | 0-2  | 1-4  |
| Español          | 1-0  | 2-2  | 0-4  | 2-4  | 1-0  | 3-2  | –––– | 0-1  | 2-1  | 0-1  | 1-1  | 1-0  | 0-1  | 2-1  | 3-1  | 2-0  | 5-1  | 3-2  |
| Hércules         | 3-1  | 0-1  | 2-2  | 3-1  | 2-1  | 2-2  | 2-0  | –––– | 3-0  | 1-2  | 3-4  | 0-1  | 0-1  | 2-0  | 0-2  | 0-1  | 1-0  | 2-2  |
| Las Palmas       | 2-1  | 1-2  | 2-1  | 3-1  | 2-0  | 1-3  | 2-0  | 2-0  | –––– | 0-0  | 1-1  | 1-0  | 2-4  | 0-0  | 1-1  | 3-1  | 1-1  | 3-0  |
| Osasuna          | 0-2  | 0-1  | 3-2  | 0-1  | 6-1  | 4-1  | 3-0  | 3-1  | 1-3  | –––– | 2-1  | 3-2  | 1-0  | 0-0  | 1-1  | 1-0  | 1-1  | 2-1  |
| Racing Santander | 1-3  | 1-0  | 0-1  | 2-1  | 2-1  | 4-1  | 2-1  | 2-0  | 3-1  | 0-3  | –––– | 3-2  | 0-1  | 2-3  | 3-0  | 3-0  | 1-0  | 1-1  |
| Real Madrid      | 1-1  | 2-1  | 3-1  | 4-1  | 2-0  | 4-0  | 1-1  | 2-1  | 2-1  | 1-0  | 4-0  | –––– | 3-0  | 1-1  | 3-1  | 2-1  | 1-1  | 3-0  |
| Real Saragozza   | 1-0  | 2-2  | 2-2  | 3-3  | 2-1  | 3-2  | 2-2  | 2-2  | 1-0  | 1-1  | 1-0  | 2-2  | –––– | 3-2  | 2-1  | 1-4  | 1-1  | 2-0  |
| Real Sociedad    | 2-1  | 1-0  | 1-1  | 1-0  | 3-0  | 3-1  | 2-1  | 2-1  | 2-0  | 1-0  | 1-1  | 3-1  | 3-0  | –––– | 4-0  | 1-0  | 3-0  | 4-1  |
| Real Valladolid  | 1-0  | 2-1  | 2-3  | 3-0  | 2-0  | 2-0  | 2-4  | 1-0  | 1-0  | 2-0  | 0-0  | 0-0  | 2-1  | 2-1  | –––– | 2-1  | 2-1  | 1-1  |
| Siviglia         | 1-0  | 1-0  | 2-1  | 1-1  | 3-1  | 4-0  | 4-1  | 0-1  | 0-0  | 2-3  | 4-0  | 0-0  | 5-0  | 2-2  | 4-2  | –––– | 0-0  | 2-0  |
| Sporting Gijón   | 1-3  | 3-2  | 0-0  | 1-0  | 2-1  | 1-0  | 4-1  | 1-1  | 4-0  | 2-0  | 2-0  | 0-1  | 1-2  | 2-3  | 2-2  | 0-2  | –––– | 1-0  |
| Valencia         | 4-0  | 1-0  | 3-0  | 2-1  | 1-0  | 1-0  | 1-1  | 2-0  | 3-2  | 4-1  | 3-0  | 2-1  | 2-1  | 1-2  | 3-0  | 3-2  | 1-0  | –––– |

## Statistiche

### Squadre

#### Primati stagionali
Squadre
- Maggior numero di vittorie: Real Sociedad (20)
- Minor numero di sconfitte: Real Sociedad (7)
- Migliore attacco: Barcellona (75)
- Miglior difesa: Real Sociedad (33)
- Miglior differenza reti: Barcellona (+35)
- Maggior numero di pareggi: Sporting Gijón (9)
- Minor numero di pareggi: Cadice (3)
- Maggior numero di sconfitte: Castellón (25)
- Minor numero di vittorie: Castellón (3)
- Peggior attacco: Cadice (31)
- Peggior difesa: Castellón (82)
- Peggior differenza reti: Castellón (-49)

### Individuali

#### Classifica marcatori
Fonte:
| Gol | Rigori |  | Giocatore               | Squadra         |
| --- | ------ |  | ----------------------- | --------------- |
| 26  | 4      |  | Quini                   | Barcellona      |
| 16  | 5      |  | Pichi Alonso            | Real Saragozza  |
| 14  |        |  | Carlos Diarte           | Betis           |
| 14  |        |  | Pedro Uralde            | Real Sociedad   |
| 13  |        |  | Raúl Amarilla           | Real Saragozza  |
| 13  | 5      |  | Frank Arnesen           | Valencia        |
| 13  |        |  | Manuel Sarabia          | Athletic Bilbao |
| 13  | 1      |  | Santi Llorente          | Siviglia        |
| 13  |        |  | Jesús María Satrústegui | Real Saragozza  |
| 13  | 1      |  | Segundo Rámos           | Hércules        |